# NBA Street
NBA Street ist eine von EA Canada entwickelte Serie von Basketball-Videospielen. Sie kombiniert die großen Namen der NBA mit der Atmosphäre des Streetballs. Seit dem Erscheinen des ersten Teils NBA Street im Jahr 2001 wurden vier weitere Spiele der Serie veröffentlicht. Der letzte Teil NBA Street Homecourt erschien am 23. März 2007 in Europa.

## Spiele
| Jahr | Titel                | Plattformen                   |
| ---- | -------------------- | ----------------------------- |
| 2001 | NBA Street           | PlayStation 2, Gamecube       |
| 2003 | NBA Street Vol. 2    | PlayStation 2, Gamecube, Xbox |
| 2005 | NBA Street V3        | PlayStation 2, Gamecube, Xbox |
| 2005 | NBA Street Showdown  | PlayStation Portable          |
| 2007 | NBA Street Homecourt | PlayStation 3, Xbox 360       |